# Carex lateralis
Carex lateralis är en halvgräsart som beskrevs av Georg Kükenthal. Carex lateralis ingår i släktet starrar, och familjen halvgräs. Inga underarter finns listade i Catalogue of Life.